# 约瑟夫·梅里克
約瑟夫·凱里·梅里克（英語：Joseph Carey Merrick，1862年8月5日—1890年4月11日）常被誤作約翰·梅里克（John Merrick），是一位身體嚴重畸形的英國人。他最初以象人（Elephant Man）出現在畸形秀，遇見弗雷德里克·特里夫斯後入住皇家倫敦醫院，隨後在倫敦社會廣為人知。

## 早年生活

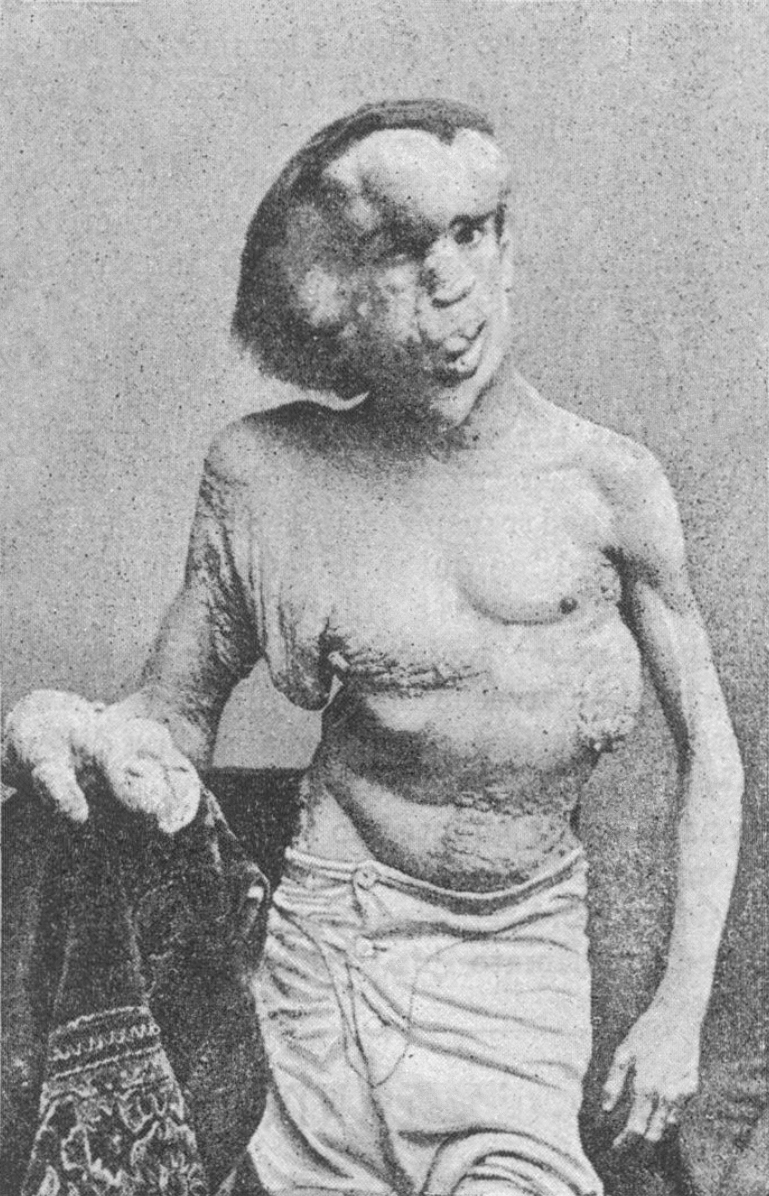
1889年的梅里克

約瑟夫·凱里·梅里克1862年8月5日出生在英國萊斯特李街（Lee Street）50號，父親是約瑟夫·羅克利·梅里克（1838年－1897年），母親是瑪麗·簡〔Mary Jane，婚前姓波特頓（Potterton），1837年－1873年〕。梅里克的祖父巴拿巴·梅里克一個出生在倫敦，19世紀二三十年代移居至萊斯特的裁縫。祖母是祖父的第三任妻子沙拉·羅克利（Sarah Rockley）。梅里克母親是一個浸禮教徒，來自約克郡一個農業勞動者家庭，並且身體患有某種殘疾病。結婚之前，她在萊斯特是一個家庭傭工，之後在1861年，做了一個四輪馬車司機。1862年，約瑟夫·梅里克出生，在一開始的幾年內梅里克未顯異常。梅里克的父親用他的姓名為梅里克起名，母親再取“凱里”作為中間名，“凱里”取自牧師威廉·凱里（William Carey）。梅里克的弟弟威廉·亞瑟·梅里克（William Arthur Merrick）生於1866年，但4歲因猩紅熱不治而亡，梅里克的妹妹瑪麗蓮·伊利沙·梅里克（Marian Eliza Merrick）生於1867年，天生殘疾，卒於1891年。
1884年，一本名為《約瑟夫·凱里·梅里克自傳》（The Autobiography of Joseph Carey Merrick）的小冊子陪伴梅里克展出，其中記述梅里克大約在5歲開始出現癥狀，“非常厚且呈塊狀的皮……像一隻大象，而且幾乎是同一種顏色”。1930年一篇《萊斯特軼事報》（Illustrated Leicester Chronicle）文章中，梅里克在21個月大時嘴脣開始腫脹，之後便是額頭骨腫塊，皮膚松弛而粗糙。隨著他的長大，他的左右手顯得明顯不對稱，他的雙腳也明顯大於常人。梅里克的癥狀被家人解釋為其母親在懷他時被馬戲團的大象撞到後受驚而產生的。這種“母感影響”——懷孕婦女的感情經歷會對其為出生的孩子造成影響——在19世紀的英格蘭是非常流行的概念。梅里克堅信是這種因素導致了他終身的痛苦。
除了他的畸形，在其童年，梅里克摔了跤，損傷了他的左臀部。這次受傷引發了感染使得他左半邊永久殘疾。雖然梅里克身患殘疾，但他仍舊上學並且與母親有著深厚的感情。其母親是個主日學教師，父親在棉紡廠做機車司機，並經營了一間男士服飾用品店。1873年5月19日，在她的小兒子去世後不到3年，梅里克的母親死於支氣管肺炎。梅里克的父親帶著他兩個孩子與一個名叫艾瑪·伍德·安蒂爾（Emma Wood Antill）的寡婦同居，並於1874年12月3日結婚。

## 求職與濟貧院
梅里克12歲輟學，在當時的社會來說是很正常的。他的家庭生活變成“一個完美的悲劇”， 他的父親與繼母對他都並不表同情。他曾離家出走“兩三次”，但每次都被其父親帶回。13歲時，他在工廠裡靠卷煙草工作，但三年後，他的右手畸形愈發嚴重導致他不能按要求完成工作。他失業後在街上流蕩，一邊尋求工作，一邊避開來自繼母的嘲諷。梅里克變成家庭中更大的財政負擔，最終，他的父親給他辦了一個小販證，允許他挨家挨戶地推銷男子服飾用品店的物品來賺錢。這次努力並沒有成功，隨著梅里克面部進一步的畸形，他說話越來越吐字不清，而且他的外貌已讓顧客感到毛骨悚然。家庭婦女將他拒之門外，人們不但對他白眼相看並且出於好奇而跟蹤他。梅里克當小販終究不能維持生計。在1877年一次回家途中，他被父親痛打一頓，便從此離家出走。
梅里克離家出走後便無家可歸。他的叔叔叫查爾斯·梅里克（Charles Merrick），是一個理髮師，聽說了自己的侄子梅里克的處境後，決定尋找並將他安置在自己的家。在之後的兩年裡，梅里克仍然在萊斯特當小販，但賺到的和以前差不多。後來，當梅里克申請換新的證件時，英國出租車委員撤銷了這一申請，原因是他的外貌缺陷對公眾產生負面影響。查爾斯已有自己的孩子需要撫養，他再不能撫養自己的侄子。在1879年12月，17歲的梅里克進了萊斯特的濟貧院。
當時濟貧院裡有928人，梅里克是其中接受救濟的一員。濟貧院裡是以性別和年齡來劃分小組的，因此梅里克和其他16歲至60歲的男性分為一組。在1880年3月22日，進入濟貧院僅12個月後，梅里克自己離開濟貧院並花了兩天時間來找工作。他發現自己並不能像以前一樣找到工作，別無選擇的他只好回到濟貧院。這次一待就是四年。大約在1882年，梅里克進行了臉部手術。他嘴上的突出物已漲至8-9英寸（約20-22釐米）長，並嚴重影響其語言能力，吃飯也變得困難。他在萊斯特皇家診所（Leicester Royal Infirmary）接受手術，移除了大部分的突出物。

## 迷離人生
梅里克認識了雜耍戲院裡的一位喜劇演員以及戲院所有人山姆·托爾（Sam Torr）。梅里克寫信給托爾，托爾來到濟貧院看望梅里克。托爾決定他可以展出梅里克來賺錢，為了保證梅里克的新穎，他得開始巡迴展示。為此，他組織了一批人來照料梅里克。在1884年8月3日，梅里克離開濟貧院開始了新的職業。
表演主持人給梅里克取名“象人”，並宣傳他是“半人半象”（Half-a-Man and Half-an-Elephant）。他們在東米德蘭茲巡演，包括萊斯特與諾丁漢，在前往倫敦過冬之前，喬治·希區柯克（George Hitchcock）（梅里克的旅遊表演主持人）聯繫到了一位故友，表演主持人湯姆·諾曼，諾曼是倫敦東區的一家戲院裡的所有人，其戲院是來展出奇人奇事的。還沒有見面，諾曼就同意來照料梅里克，同年11月，希區柯克陪著梅里克來到倫敦。
當湯姆·諾曼第一眼見到梅里克，被他的外表感到擔憂擔心其恐怖的外表可能不會太有噱頭。但他還是在白教堂路的一家空店後面展出梅里克。梅里克只有一張鐵製的床及床帳來保留自己的一點隱私。諾曼觀察發現梅里克總是坐著睡覺，頭搭在膝蓋上。他的頭過大以至於不能讓他睡覺時躺下，正如梅里克所說，醒來時脖子“就像斷了一樣”。諾曼用了些希區柯克製作的海報裝飾了門面，描繪著是個半人半象的怪物。《約瑟夫·凱里·梅里克自傳》一書出現了，其中記載著梅里克的日常生活。這個自傳，無論是否是出自梅里克之手，提供了一個精確的梅里克生活的寫照。其中記錄的梅里克的生日有誤，在他一生中，也不清楚自己是何時出生的。
諾曼召集了觀眾，帶領著他們進了店內，解釋道象人“不是來嚇你們，而是來取悅你們的。”拉開簾布，他讓那些觀眾近距離觀察梅里克，一邊說著關於梅里克母親發生的意外。
象人演出並不出彩，主要的收益來自於賣出梅里克的自傳。梅里克把他的所得存起來，希望能給自己買間房子 。梅里克表演所在的店的對面正好是皇家倫敦醫院（Royal London Hospital）的所在地。院內的許多醫師與學生常常造訪此店，對梅里克充滿好奇。其中一位準住院醫師（Pre-registration house officer）名叫雷金納德·塔基特（Reginald Tuckett）像其同事一樣，塔基特被象人的畸形所吸引並將其告訴了他的資深同事弗雷德里克·特里夫斯 （Sir Frederick Treves, 1st Baronet）。
弗雷德里克·特里夫斯在當年11月第一次私下看望了梅里克。特里夫斯在其1923年的回憶中想起梅里克是“我見過長得最噁心的人……我從未遇見過如此畸形，如此形單影只的人。”。這次會見沒超過15分鐘，特里夫斯就回去工作了。當日晚些時候，特里夫斯讓塔基特來到商店詢問梅里克是否願意來醫院接受驗察。諾曼與梅里克同意了。為了不引起注意，梅里克身著黑色的披風，戴著可以遮住面部的帽子，由特里夫斯租的出租馬車接送。
在醫院，特里夫斯發現梅里克“害羞，困惑，非常害怕，並且明顯地自慚形穢” 。出於這一點，特里夫斯認為象人是“弱智”。他測量梅里克的頭圍為36英寸（91釐米），右手腕圍12英寸（30釐米）和一根手指5英寸（13釐米）。他記錄道梅里克的皮膚被乳突淋瘤覆蓋，並且有難聞的味道。皮下組織顯得脆弱且松弛。右手臂和雙腿骨頭畸形，頭骨畸形非常明顯。梅里克雖在1882年接受了嘴部的整形手術，梅里克的言語勉強才能被理解。他的左胳膊與手，雖小但並未變形。他的陰莖和陰囊都正常。除了他的畸形與臀部的殘疾，特里夫斯總結梅里克總體狀態是健康的。諾曼記起梅里克去醫院接受檢查有“二到三”次，並且在他們的一次見面中，特里夫斯給了梅里克他的名片。在一次造訪中，特里夫斯給梅里克拍攝了照片，並將其複製品給予梅里克，而後就加進了梅里克的自傳裡。在12月2日，特里夫斯將梅里克帶到位於布盧姆茨伯里的倫敦病理學學會。最後，梅里克告訴諾曼他不想再接受檢查。根據諾曼的描述，梅里克自稱自己被“扒光衣服，像是在牲畜廠裡的動物”。
在這維多利亞時代的英國，人們對像象人這樣的展演的口味發生了變化。像諾曼的演出引起公眾關注。在梅里克接受完特里夫斯最後一次檢查不久之後，警察關閉了諾曼的商店。在1885年，梅里克跟隨著旅行遊樂場的主人山姆·羅伯（Sam Roper）開始了旅行。他結識了其他兩個表演者，“羅伯的侏儒”（Roper's Midgets）——伯特倫·杜利（Bertram Dooley）和哈利·布朗姆利（Harry Bramley）——兩人在群眾騷擾中保護了梅里克。

## 歐洲
隨著群眾對怪人怪事的熱情的消減以及警察的管制，這一類的表演逐漸被取消。由於梅里克的外表的負面影響，羅伯越來越擔心擔心會引來當地的管理機構。梅里克的經理人決定該去歐洲大陸旅行，但願那裡能夠更寬容。象人的演出並不比在英格蘭更為出色，當地機構如出一轍將他們趕離了管轄區。在布魯塞爾，梅里克被一位新的經理人撇下，並偷走梅里克50英鎊（在2010年價值4000英鎊）的積蓄。孤獨一人，梅里克坐火車到了奧斯滕德，並想登上前往多佛的輪船，但遭拒。他旅行到了安特衛普 ，並有能力坐船到了埃塞克斯郡的哈維奇（Harwich）。在這裡，他坐上了前往倫敦的火車，並到達了利物浦街車站 。
梅里克於1886年6月24日到達了車站，安全回到了祖國，但無處可去。他沒有資格進入倫敦的濟貧院，唯一能接納他的只有萊斯特聯盟（Leicester Union），梅里克便在那裡定居。萊斯特僅在98英里（158公里）以外。他求助於陌生人，但因為口吃不清以及外表便招來了一群好奇的看客，直到一位警察將他帶到了一間空房子，在那裡梅里克蜷縮在墻角，筋疲力盡，不能明白自己怎麼是怎麼了，他的身份的唯一識別就是特里夫斯的明信片。警方聯繫了特里夫斯，他就來到了車站。特里夫斯帶著梅里克坐上馬車來到了皇家倫敦醫院。梅里克正患支氣管炎，清洗了身子，吃了飯，便被安置在醫院閣樓單獨的房間裡。

## 倫敦醫院
梅里克來到醫院後，特里夫斯便可以給梅里克做更徹底的檢查。特里夫斯發現梅里克相比兩年前的情況更為惡化，並因為畸形體現出了一定程度的殘廢。特里夫斯懷疑梅里克患上心臟疾病，而且只剩下幾年的生命。接下來的五個月裡，經醫院人員的照顧，梅里克的總體情況有所改善。雖然有些護士起初對梅里克的外表感到不安，但他們克服下來並細心照顧梅里克。他身上的難聞的氣味經過經常清洗得以解决，特里夫斯也漸漸能明白梅里克的表述。醫院給梅里克拍了一些照片。梅里克的長期護理問題必須被解決。弗朗西斯·卡爾·戈姆（Francis Carr Gomm），醫院委員會主席，曾支持特里夫斯的決定（即接納梅里克），但到了11月，更長遠的計劃必須被制定。皇家倫敦醫院已不再給予絕症患者支持，而梅里克顯然屬於其中。
卡爾·戈姆聯繫了其他醫院，但沒有一家肯收留梅里克。卡爾·戈姆寫信給《泰晤士報》，在12月4號《泰晤士報》便將梅里克的故事刊登了，並徵集讀者意見。許多民眾通過寫信和捐款作為回應。隨著許多人的解囊相助，卡爾·戈姆便說服委員會將梅里克留在醫院裡。就此，梅里克被允許在醫院裡度過餘生。他從閣樓搬到與一個小院子相連的地下室的兩間房間裡，房間經裝潢以適合梅里克居住，還安裝了一張特製的床。該房間的設施遵從了特里夫斯的意願——沒有在這個房間安裝鏡子。
梅里克在皇家倫敦醫院安頓下來。特里夫斯每天都來看望他，並每個星期天都花幾個小時和梅里克待在一起。梅里克終於找到能明白他話的人，他就饒有興趣地與醫生們進行了長時間的對話。特里夫斯和梅里克結下了友誼，儘管梅里克並沒向特里夫斯完全吐露心聲。他告訴特里夫斯他是獨生子，並向他講述其母親的情況，梅里克總將她的照片帶在身上，並說在梅里克還是孩子的時候就遺棄了他。儘管他對他的經理人深懷感激，梅里克不願談起其表演的日子。特里夫斯很快明白，梅里克並不像其初想的一樣有智力問題。
特里夫斯發現梅里克非常敏感且特別情緒化。有時候梅里克感到無聊與孤獨，並表現出抑鬱的跡象。他整個成年生活都與女性保持距離。他遇到的女性要不是被他的外表感到噁心要不就是感到害怕。他對女人的認識來自於其對母親的記憶和書本。特里夫斯決定介紹一位女性給梅里克，這會使梅里克感覺更正常。醫生找來了叫做萊拉·馬圖林（Mrs. Leila Maturin）的朋友，她是“一位年輕漂亮的寡婦”，來看望梅里克。她同意了，並來到梅里克的房間裡做了介紹。這次會面很短，梅里克激動不已。他之後告訴特里夫斯和馬圖林，說她是第一個對他笑的女人，也是第一個與他握手的人。馬圖林與他保持著聯繫，並留下他寫的一封信，是一封感謝馬圖林送給他禮物的信，這也是唯一一封梅里克留下的信件。第一次與女人見面的經歷，雖然簡短，但給梅里克灌輸了自信。他在醫院裡見了其他女人，並表現得對她們都感興趣。特里夫斯相信梅里克的願望是想住在一個盲人的機構，在哪兒女人不會看見他長什麼樣。
梅里克想知道什麼是“真正的世界”。一天，他表示希望想看看他所認為的“真正的”房子。特里夫斯答應了，帶他前往自己在威姆波爾街（Wimpole Street）的房子並見了特里夫斯的妻子。梅里克在讀書和用卡片搭建築中度過了幾天。梅里克每天下午起床，到了晚上便出了房間在小院子裡散步。
由於卡爾·戈姆寫給《泰晤士報》的信，梅里克的故事吸引了倫敦的上流社會。一位名叫馬奇·肯德爾（Madge Kendal）的女演員也對此感興趣。雖然她很可能沒親自見過梅里克，但她對為梅里克籌集資金和取得公眾同情做出很大努力。她送給梅里克自己的照片，並雇了一位編籃技師去教梅里克手藝。雖然肯德爾沒與梅里克見面，但其他社會名流卻見過並給他帶來照片和書籍作為禮物。他寫信、做卡片模型和編籃子作為回報。梅里克很喜歡他們的造訪，並變得有足夠信心和窗外路過的人交談。一位名叫查爾斯·泰勒（Charles Taylor）的年輕人，負責梅里克房間裝潢工匠的兒子，與梅里克相處一起，拉了小提琴。偶爾他膽大起來離開自己的房間來到醫院。當他被護士發現，便被請回了，因為他們還擔心梅里克會驚嚇到其他病人。
1887年5月21日，醫院裡新蓋的兩棟樓完工了，王子愛德華七世和威爾士公主亞歷山德拉親自來為其開放。公主希望見到象人，便在結束完了醫院之行後，來到梅里克住處。公主與梅里克握手並坐在梅里克身邊，梅里克為此非常高興。她給了梅里克一張自己的簽名照，並每年給他寄聖誕節賀卡。
至少有一次，梅里克實現他長久的去劇院願望。特里夫斯在馬奇·肯德爾的幫助下使梅里克參加了在德魯里巷皇家劇院的聖誕節童話劇。特里夫斯坐在一些護士身旁，藏在了暗處。根據特里夫斯回憶，梅里克“受到尊敬”。而後的幾個星期之後梅里克談起童話劇，講得就像真的發生過一樣。

## 晚年
梅里克有三次離開倫敦過節，在鄉村度過幾周時間。經過精心的安排，梅里克登上了火車且沒有被人看見，他來到北安普敦郡並待在福斯雷大廳。他結識了一個農場工人，此人回憶道梅里克是個有趣且有教養的人。
梅里克的健康狀況在皇家倫敦醫院裡的四年中逐漸惡化。他接受了護士們的細心照顧，他大部分時間都疲勞地待在床上，或坐在自己的住房裡。他的面部畸形繼續增長，他的頭比以前更加腫大。梅里克死於1890年4月11日，時年27歲。大約在下午的3點左右，特里夫斯的家庭外科醫生拜訪梅里克，發現其死在床上。他的屍體被其叔叔查爾斯·梅里克確認。韋恩·埃德溫·巴克斯特（Wynne Edwin Baxter）在4月15日給屍體做了屍檢，韋恩曾幫1888年的白教堂謀殺案（Whitechapel murders）的遇害者做過屍檢。
梅里克的死是意外死亡，他的死亡證明上寫著是死於窒息，他在睡眠之中因為沉重的頭部滑落床緣而造成頸部的脫臼，進而窒息死亡。特里夫斯為屍體做了屍檢，聲稱死因是頸部脫臼。特里夫斯知道梅里克睡覺時是坐著睡的，所以下結論梅里克一定是“做一次試驗”，他躺下身子，想像其他人一樣睡覺。
特里夫斯解剖梅里克屍體，並給頭部和四肢做了石膏模型。他取下皮膚樣本，但在二戰時遺失了，安裝好了他的骨架，現藏於皇家倫敦醫院。其骨架並未對公眾開放。

## 醫療狀況

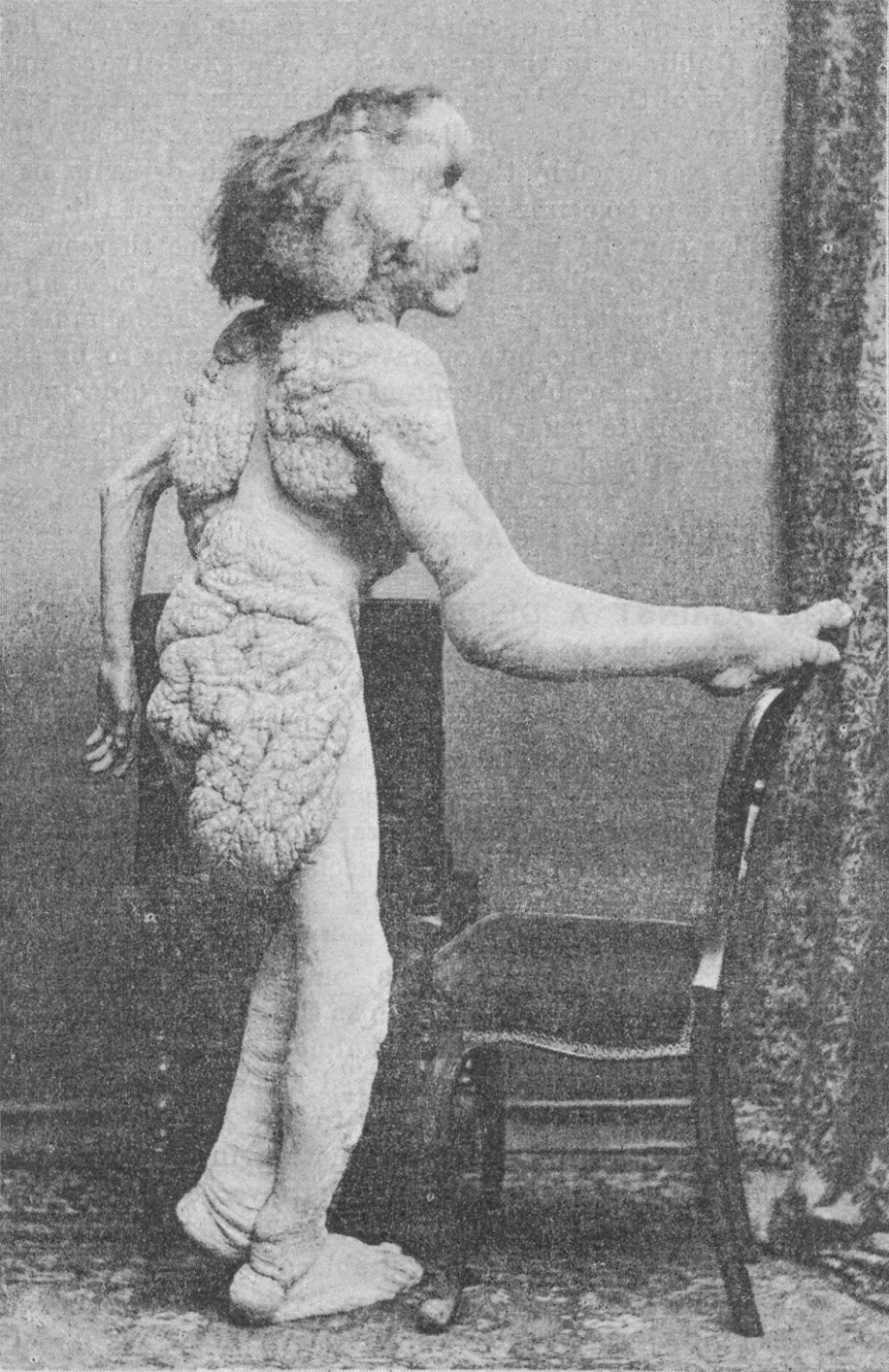
梅里克攝於1889年

自從約瑟夫·梅里克開始演出之後，他的情況一直都讓醫療專家好奇。在1884年，他在倫敦病理學學會（Pathological Society of London）的一次現身引來了許多醫生的目光，但沒有讓特里夫斯所希望的答案。梅里克的事情只在《英國醫學雜誌》被簡要提到，而《柳葉刀雜誌》拒絕刊登。4個月之後，1885年，湯姆·諾曼的商店關門了，象人只能離開。特里夫斯第二次帶著梅里克的照片來到病理學會。當時一個名叫亨利·拉德克利夫·克羅克（Henry Radcliffe Crocker）的皮膚科醫生專攻皮膚疾病，聽了特里夫斯關於梅里克的描述及看了照片以後，克羅克推測梅里克身患皮膚弛緩症以及某種骨畸形，都是神經系統病變造成。克羅克在1888年的書《皮膚疾病：描述、病理機制、診斷和治療》（Diseases of the Skin: their Description, Pathology, Diagnosis and Treatment）中提及梅里克的情況。
在1909年，皮膚科醫生弗雷德里克·帕克斯·韋伯（Frederick Parkes Weber）在《英國皮膚病學雜誌》上寫了一篇關於馮·雷克林豪森疾病（現稱神經纖維瘤病I型）的文章。他指出梅里克身患此症，德國病理學家弗里德里希·馮·雷克林豪森（Friedrich Daniel von Recklinghausen）早在1882年書中描繪過此症
。這種遺傳失常的疾病癥狀包括神經組織和骨頭腫瘤，以及皮膚生長出小疣。神經纖維瘤病的癥狀之一就是皮膚出現稱為咖啡牛奶斑的淡棕色色素沉澱。但這種情況並沒在梅里克身上體現。神經纖維瘤病I型是在20世紀最被普遍接受的患病情況，還有其他像馬富奇綜合徵和多骨纖維發育不良也是被普遍接受的。
在1986年的英國醫學雜誌的一篇文章中，邁克爾·科恩（Michael Cohen）和J. A. R·蒂布爾斯（J. A. R. Tibbles）提出理論，指出梅里克身患普洛提斯綜合徵和先天失常。他們指出梅里克並沒有咖啡牛奶斑的癥狀並且沒有任何文獻可以證明梅里克身患神經纖維瘤病I型病。不同於神經纖維瘤病，普洛提斯綜合徵影響組織的效果要強於神經，以及普洛提斯綜合徵是散髮病而不是基因遺傳病。科恩和蒂布爾斯稱梅里克顯現以下普洛提斯綜合徵的特點：“大頭畸形、骨肥大、長骨過度生長，皮膚及皮下組織增厚，手部與腳部尤其明顯……”
2001年6月，英國科學家保羅·斯普林（Paul Spiring）推測梅里克可能身患神經纖維瘤病I型和普洛提斯綜合徵的綜合病症。此假說由周日電訊報的記者羅伯特·馬修（Robert Matthews）報導。就此假說為基礎的名為《象人的詛咒》（The Curse of The Elephant Man）的紀錄片在2003年播出。2002年間， 英國廣播公司呼籲應對梅里克的母系家族展開家譜調查。萊斯特居民帕特·塞爾比（Pat Selby）被發現是梅里克的舅舅喬治·波特頓（George Potterton）的孫女。一個調查組收集了塞爾比的DNA，但沒有成功診斷梅里克的疾病。2003年間，電影製片人委託進一步測試梅里克的頭髮及骨頭的DNA。但最後，調查沒有進展，梅里克的身體情況也就不得而知。

## 影響
在1923年，弗雷德里克·特里夫斯出版名為《關於象人和其他回憶》（The Elephant Man and Other Reminiscences）一書，書中他詳細描寫了他知道的關於梅里克生活和他們之間的相互影響。這是關於梅里克的非常詳細的文獻，但其中有不少紕漏。因為梅里克從未對特里夫斯關於自己的早年生活坦誠相待，這些細節描寫也只是特里夫斯的回憶。梅里克的名字也是一個離奇的錯誤。特里夫斯在其早年的期刊文章和書籍中，堅持稱象人為約翰·梅里克。原因現在不清楚；在傳下來的信件中梅里克都以“約瑟夫”署名。在《關於象人和其他回憶》的手稿中，特里夫斯把“約翰”改為了“約瑟夫”。
特里夫斯對湯姆·諾曼（梅里克的演出主持人）的描述，稱其對梅里克無情剝削。在寄給報紙“世界博覽”（World's Fair）的一封信中，以及之後在自己的回憶錄中，諾曼否認了特里夫斯的評價並聲稱自己找到生財之道，而在皇家倫敦醫院，梅里克卻仍在被隨意展覽。根據《畸形的景象：怪人表演與現代倫敦文化》（The Spectacle of Deformity: Freak Shows and Modern British Culture）一書的作者那嘉·德巴奇（Nadja Durbach）所述，諾曼告訴我們，維多利亞時代的怪人表演成為身患畸形的窮人的求生之道，也反映出當時醫療專家們對他們的態度。德巴奇稱特里夫斯及諾曼的回憶錄應該被理解為是“敘事重建......反映出個人以及專業角度的偏見、且是為了滿足不同大眾的口味”。
在1971年，人類學家阿什利·蒙塔古（Ashley Montagu）出版了《象人：對人類尊嚴的研究》（The Elephant Man: A Study in Human Dignity），此書借鑒特里夫斯的書籍並探索梅里克的人格。蒙塔古將特里夫斯以及其他像卡爾·戈姆的人的描述以及梅里克的屍檢報告轉載給了時代雜誌。他指出不同描述的衝突，並且對特里夫斯的版本提出質疑；他寫道，特里夫斯稱梅里克不能想起其母親的樣子，但卡爾·戈姆稱梅里克一直帶著其母親的畫像，並批評特里夫斯對梅里克母親的猜想（“無用和無人性”（worthless and inhuman））。雖然如此，蒙塔古也延續了特里夫斯著作了的錯誤，包括用“約翰”而不是“約瑟夫”。
1979年至1982年之間，梅里克的故事成了許多戲劇藝術的藍本；這些都建立在特里夫斯及蒙塔古的描述之上。在1979年，托尼獎的最佳戲劇，由美國劇本作家伯納德·波默蘭所著的戲劇《象人》，登台表演。以梅里克為原型的角色由菲利普·安格里姆（Philip Anglim）所飾，之後換成了大衛·鮑伊（David Bowie）。1980年的大衛·林奇的電影《象人》（The Elephant Man）獲得8項奧斯卡提名。梅里克由約翰·赫特飾演，特里夫斯則由安東尼·霍普金斯扮演。
在1980年，邁克爾·豪威（Michael Howell）和皮特·福特（Peter Ford）出版了《象人紀實》（The True History of the Elephant Man）一書，詳細介紹了他們對檔案研究的成果。豪威和福特提供了對梅里克的新線索。除了證明梅里克的名字是約瑟夫之外，他們對他的人身有更多的描述。他們反駁了特里夫斯的描述中的一些不準確之處，指出梅里克的母親並沒有拋棄他，梅里克也是為了求生而自願被展覽。